# Background (Bassi Maestro)
Background è il quinto album in studio del rapper italiano Bassi Maestro, pubblicato nel 2002 dalla Vibrarecords.

## Descrizione
Considerato uno dei migliori album dell'hip hop italiano, il disco comprende brani composti dallo stesso artista (con l'eccezione di Non chiamatelo un ritorno, prodotto da Kaso). Il brano Senza di te figura inoltre la collaborazione con il rapper Medda.

## Tracce
1. Intro – 1:11
2. Passo e chiudo – 3:41
3. Background – 4:04
4. 1-2-3 – 3:02
5. Everyday – 3:52
6. Non sappiamo – 4:19
7. Hip Hop Derelicts – 2:23
8. Sa No Biz – 3:33
9. Status – 2:06
10. Senza di te (feat. Medda) – 3:55
11. S.I.C. – 5:08
12. Vivo rap – 2:22
13. La terra trema – 4:23
14. Non chiamatelo un ritorno – 4:08
15. Ricordami – 1:33